# Roger Cruickshank
Pour les articles homonymes, voir Cruickshank.
Roger Cruickshank (né le 18 octobre 1982) est un skieur alpin britannique.
Il a participé aux Jeux olympiques d'hiver de 2006.